# Nijverheid

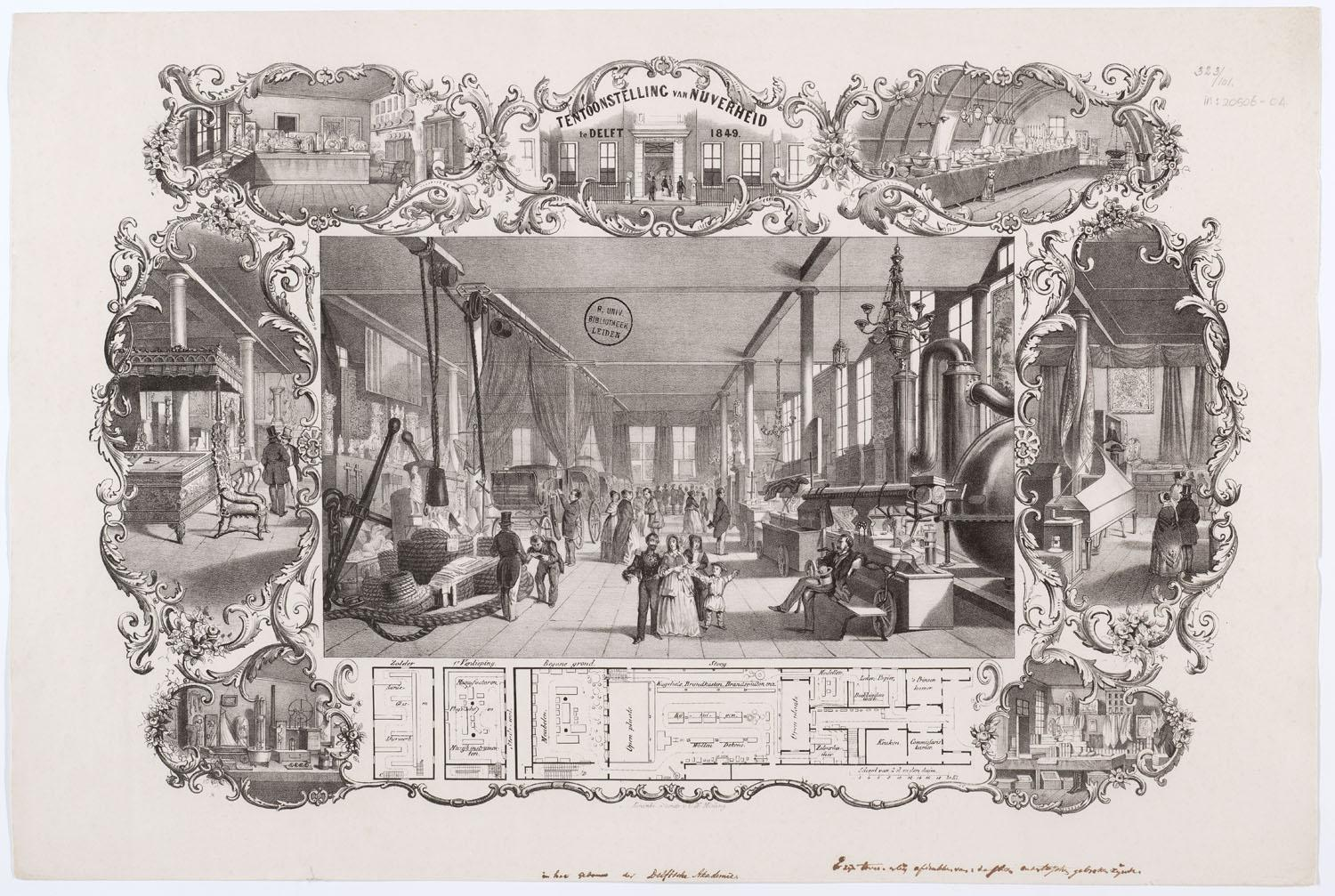
Tentoonstelling van Nijverheid in het gebouw van de Koninklijke Akademie te Delft, 1849

Nijverheid is een Nederlandse leenvertaling voor industrie.
Nijverheid komt voor als nijverheidsonderwijs waarmee ambachtscholen en huishoudscholen werden bedoeld. Dit onderwijs behelst praktische kennis die noodzakelijk is voor het uitvoeren van een beroep of vak. Oorspronkelijk was het met name onderwijs ten behoeve van het verwerken van grondstoffen.

## Nijverdal
De plaats Nijverdal dankt haar naam aan het woord nijverheid. Tussen 7 en 10 mei 1836 bedacht de directie van de Nederlandsche Handel-Maatschappij de naam voor het dorp, dat op dat moment nog in aanbouw was.